# 黃阿統
黃阿統（1907年12月12日—？），生於臺灣新竹芎林，客家人，教育工作者，曾任淡江中學體育老師兼訓導主任，他在二二八事件中被國民黨軍人抓走後從此下落不明，被認為已遭國民黨殺害，國民黨政府事後羅織其罪狀為「煽動學生暴亂」，是二二八事件中的受難者之一。

## 生平
黃阿統是客家人，生於1907年12月12日，出生在臺灣新竹芎林，父親早死。黃阿統是家中長子，另有兩個弟弟和七個妹妹，與年紀最小的妹妹相差21歲，因生活艱苦，他的七個妹妹從小便送到別人家當童養媳。黃阿統很晚才上小學，小時候要從二重埔到芎林讀書，後來畢業於台北第二師範學校，成為一名教育工作者，在淡江中學任職體育老師兼訓導主任。

### 二二八事件中遇難
1947年發生二二八事件後，臺灣實施戒嚴，淡水中學校長宣布停課讓師生暫避紛亂，3月10日，一名叫郭曉鐘的未及返家的淡江中學學生在街上被國民黨軍隊槍殺，時淡江中學校長陳能通牧師和黃阿統立刻將遺體運到學校體育館內的儲藏室暫放。隔天早上黃阿統的妻子因擔心郭曉鐘的遺體被野狗啃咬，叫黃阿統回校查看（另有一種說法是黃阿統想通知郭曉鐘的家長領回遺體），當日早上，國民黨軍隊突然進入校園，衝進校長宿舍強行拉走陳能通和他的父親陳旺，一名為盧園的老師聽到救命聲，得知校長被抓後離開宿舍趕去營救，但被軍人槍擊，後送院不治；會講北京話的黃阿統趕到後也被軍人抓走。後來陳旺被釋放，但陳能通和黃阿統則從此下落不明。
後來警備總司令部在《臺灣二二八事變基隆區綏靖報告書》中稱：「三月十二日，淡水第二總臺乃派部隊前往搜索、查獲步槍、輕機橚、防毒面具並當場格斃匪首陳能通、黃阿統等三名。」羅織其罪狀為在學校裏訓練學生，要拿橚反政府，煽動學生暴亂。

### 遇難後續
黃阿統遇難後，他的妻子一直找尋他的下落，期間更被人騙走金錢，例如她聽說某個地方有個人的特徵跟黃阿統很相似，她便會花錢託人不惜代價地去查證，但結果都是騙局，直到1989年6月8日過世前，她也始終不相信丈夫已死，並交代子女一定要繼續找。黃阿統的兒子黃文治則認為父親早已被殺後棄屍海中，他批評當局羅織他父親的罪狀是「胡說八道」，他指出報告中日期記載錯誤，父親也不是當場被殺，所謂的查獲輕機槍、防毒面具等完全是莫須有，他提到他父親對在基隆上岸揹雨傘、穿草鞋、搶東西、強姦民女的「國民黨的土匪兵」很失望，但不至於失望到拿槍和政府拚命，黃文治又說他父親在日本時代有教過學生兵，但在日本時代根本不能反抗，而且當時那些教練槍多數是根本不能用的木頭槍，更沒有看過機關槍。黃文治認為，他的父親唯一的罪過就是受的是日本教育而沒有受過中國教育，不知道中國政治的黑暗。